# Antaresia stimsoni
Antaresia stimsoni är en ormart som beskrevs av Smith 1985. Antaresia stimsoni ingår i släktet Antaresia och familjen pytonormar.

## Utseende
Arten blir utan svans upp till 105 cm lång och längden med svans kan vara 150 cm. Ormen har på ovansidan en brunaktig, gulaktig eller rödaktig grundfärg och mörka fläckar som är större än hos andra släktmedlemmar i Australien. De mörka fläckarna har en rödbrun färg och de kan vara sammanlänkade med varandra och bilda breda strimmor. På varje sida av kroppen är de mörka fläckarna delade genom en smal ljus linje. Förutom könsdelarna har honor och hannar samma storlek och utseende.

## Utbredning
Arten förekommer i nästan hela Australien med undantag av delstaten Victoria och Tasmanien. Honor lägger ägg. Habitatet utgörs främst av ganska torra gräsmarker och buskskogar men ibland besöks galleriskogar. Arten kan klättra i träd och annan växtlighet.

## Ekologi
Individerna gömmer sig ofta mellan klippor, stenar, termitstackar eller bland stora gräsklumpar. De hittas även vid ensam stående träd. Antaresia stimsoni är aktiv på natten och den vilar på dagen i bergssprickor eller i grottor. Den jagar mindre ryggradsdjur som ödlor, små däggdjur eller groddjur. Ibland förmår arten döda en fågel eller en fladdermus. Bytet upptäcks med hjälp av värmekänsliga receptorer vid ormens huvud och det kvävs sedan ihjäl.
Under vintern (juni och juli på södra jordklotet) stannar Antaresia stimsoni ofta i sitt gömställe. Den syns oftast efter regn. Honor lägger 6 till 15 ägg per tillfälle. Troligen skyddar honan sina ägg med sin egen kropp, liksom hos andra pytonormar.

## Underarter
Arten delas in i följande underarter:
- A. s. stimsoni
- A. s. orientalis

Underarterna skiljer sig lite i storlek samt i utformningen av fjällen.

## Bildgalleri

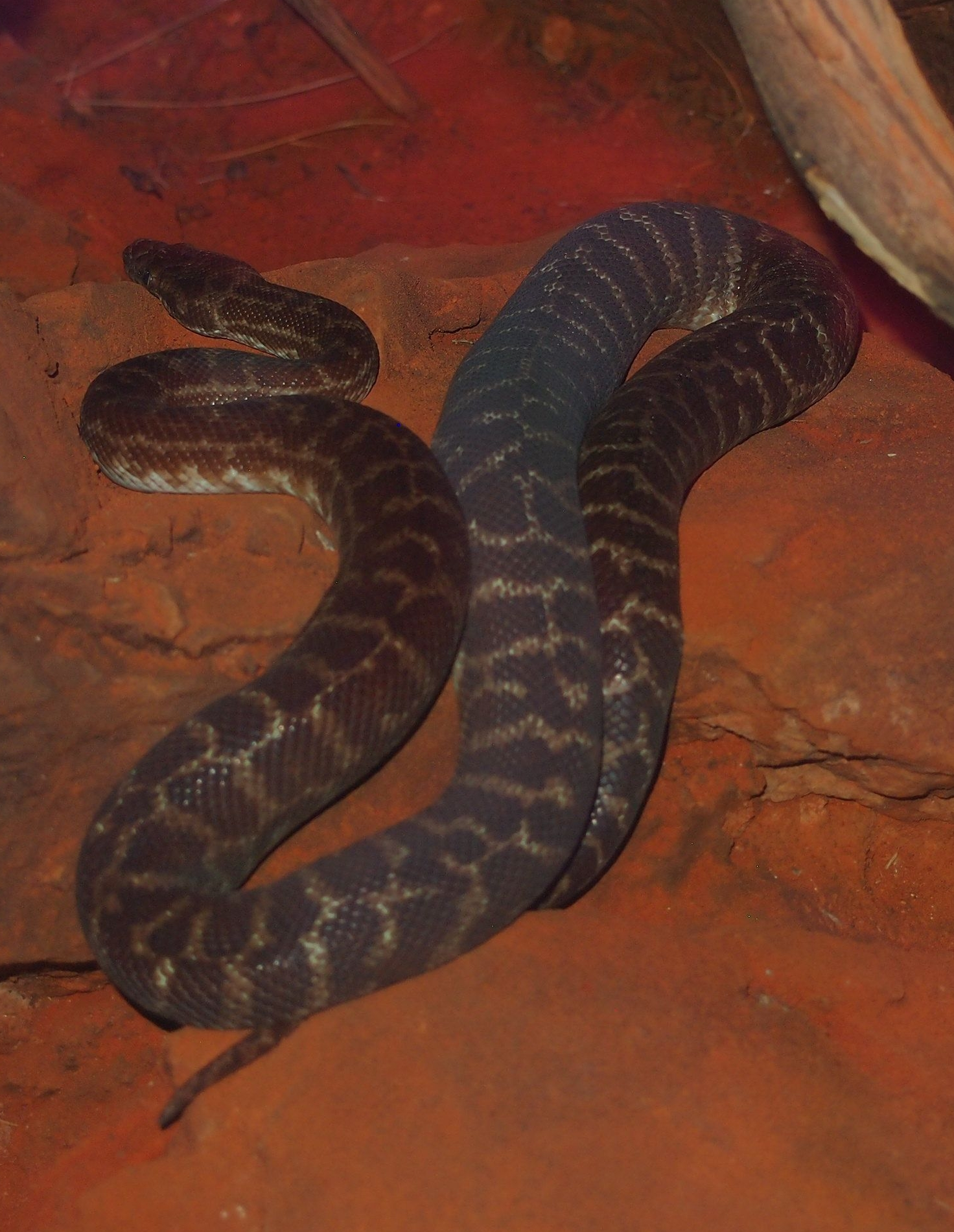
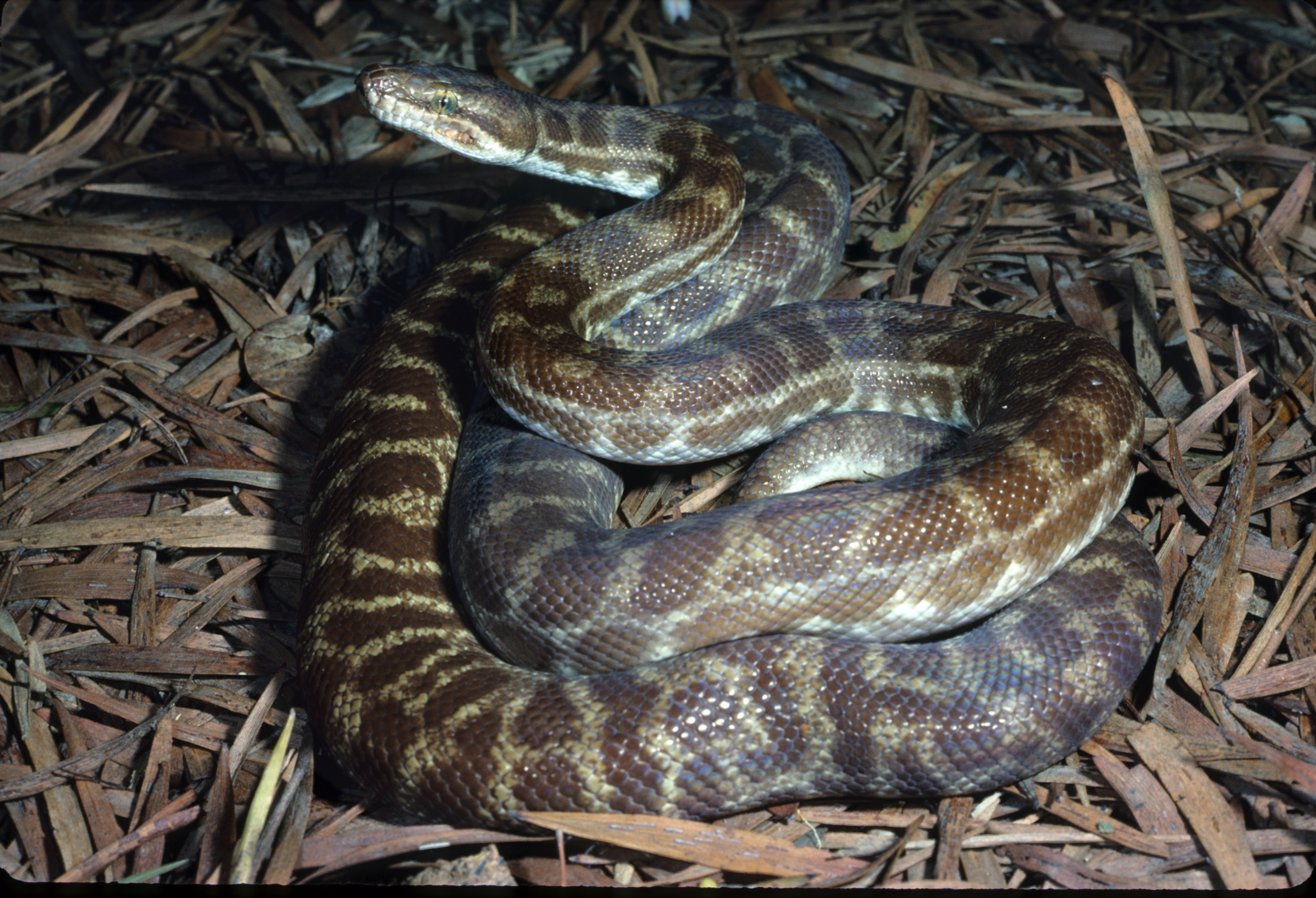